# مذبحة توميريمو 2016

ولاية بوليفار في فنزويلا.

مذبحة توميريمو 2016 في 8 مارس 2016 قُتل وخطف 28 من عمال المناجم في بلدة تومريمو الواقعة في ولاية بوليفار في فنزويلا. في ليلة 4 مارس 2016 كانوا في منجم أتيناس على الحدود بين بلديتي سيفونتس وروشيو وهي منطقة فقيرة حيث النشاط الاقتصادي الرئيسي مثل معظم جنوب شرق البلاد هو التعدين.

## الهجوم
بحسب شهود مجهولين وصلت عصابة باندا ديل توبو («عصابة الخلد») إلى المنجم، بزعم بمساعدة وتواطؤ قوات أمن مجهولة الهوية، وربما تكون قد فرقت المئات من عمال المناجم في الكمين، وسقط العشرات وماتوا في التدافع. وزُعم أنه تم وضع الجثث في شاحنة وتم نقلها عبر حدود غوايانا إيكويبا. يقول البعض إن أجزاء من الضحايا قُطعت لترويع الناجين. أكدت اللجنة التي شكلتها القوات المسلحة الوطنية والتحالف الدولي ضد الجرائم الخطيرة أنه لا يوجد دليل على وقوع أي مذبحة أو مواجهة، وأكد حاكم ولاية بوليفار فرانسيسكو رانجيل غوميز أنه «لا يوجد شيء واحد يمكن إظهاره أنهم ماتوا أو ذبحوا». أمر أمين المظالم الفنزويلي بإجراء تحقيقات محلية، وسمحت النيابة العامة لثلاثة مدعين في الحادث.

## الضحايا
قالت المدعية العامة الفنزويلية لويزا أورتيجا دياز إنه تم العثور على رفات أربعة على الأقل من عمال المناجم المختفين في وسط البلاد، ويبدو أنها أطلقت عليهم الرصاص، لكن لم يكن لديهم هوية.
أفاد أورتيغا دياز في وقت متأخر من ليلة 14 مارس 2016 أن جهود البحث عن عمال المناجم المختفين قد انتهت باكتشاف 17 جثة إجمالاً.
في وقت لاحق أعلن أمين المظالم طارق وليم صعب في 15 مارس 2016 أن رفات 17 عاملاً تم العثور عليهم في مقبرة جماعية في تومريمو أصيبوا بأسلحة نارية. التقى بالسلطات المحلية والعسكرية التي بدأت التحقيق في المجزرة وأشار أيضًا إلى أن مسؤولي القوات المسلحة الوطنية البوليفارية وقوات الأمن في ولاية بوليفار يواصلون البحث في قطاع من منجم هوجا دي لاتا.

## الاستجابات
قال الرئيس نيكولاس مادورو إن التحقيقات في اختفاء 28 من عمال المناجم في بلدة تومريمو ستتم إلى أقصى حد وسيتم معاقبة المسؤولين عن الجريمة، وألقى باللوم على مجموعة شبه عسكرية في الهجوم.
انتقد ليستر توليدو وهو زعيم شعبي من منظمة التطوع رانجيل موضحًا أنه «عار وطني، لأنها قضية إنسانية: اختفى 28 شخصًا ولم يسافر الحاكم فرانسيسكو رانجيل غوميز إلى تومريمو لمواجهة الأقارب». كان توليدو واحدًا من العديد من السياسيين المعارضين الذين طالبوا باستقالة المحافظ بسبب سوء إدارة قضية عمال المناجم المختفين.